# Мирзоев, Джалал Сабир оглы
Джалал Сабир оглы Мирзоев (азерб. Cəlal Sabir oğlu Mirzəyev; род. 17 октября 1977, Масаллы) ― азербайджанский дипломат. Посол Азербайджана в Индонезии (2019-2024).

## Биография
Окончил факультет международных отношений Бакинского государственного университета. Магистр.
С 1999 года работал в управлении по международным организациям МИД Азербайджана.
Работал в постоянном представительстве Азербайджана при ООН (Нью-Йорк) (2001—2003), представительстве Азербайджана при Организации Североатлантического договора (НАТО) (Брюссель) (2003—2005). 
В 2005 году работал в первом (Западном) отделе МИД Азербайджана.
С 2007 по 2009 год являлся первым секретарём посольства Азербайджана в Малайзии. 
С 2009 года — начальник отдела первого (Западного) отдела МИД Азербайджана. 
С 2011 по 2015 год являлся советником постоянного представителя Азербайджана при Совете Европы (Страсбург). 
С октября 2015 года являлся заместителем главы американского департамента МИД Азербайджанa. 
С сентября 2017 по сентябрь 2019 — временный поверенный в делах Азербайджана в Нидерландах, а также при ОЗХО. 
27 сентября 2019 года присвоен ранг чрезвычайного и полномочного посланника второй степени. 
Посол Азербайджана в Индонезии (с 27 сентября 2019). Одновременно является послом Азербайджана в Сингапуре (с 30 января 2020), Восточном Тиморе (с 30 января 2020), на Филиппинах (с 10 июня 2020). Представитель Азербайджана при АСЕАН (с 30 января 2020).
Владеет английским, французским, русским языками.